# Velleius Paterculus
Velleius Paterculus (* um 20/19 v. Chr.; † nach 30 n. Chr.) war ein römischer Historiker. Obwohl sein Vorname von Priscian mit Marcus angegeben wird, identifizieren ihn manche Forscher mit Gaius Velleius Paterculus, dessen Name in einer Inschrift auf einem nordafrikanischen Meilenstein erscheint.

## Leben
Velleius Paterculus gehörte einer kampanischen Familie aus dem Ritterstand an. Sein Großvater war Praefectus fabrum unter Tib. Claudius Nero, sein Vater war ebenfalls Offizier. Er trat in jungen Jahren in die Armee ein und diente als Militärtribun unter Publius Vinicius in Thrakien, Makedonien und Griechenland. 1 v. Chr. diente er unter Gaius Caesar im Osten und war im Jahr 2 n. Chr. Augenzeuge des Treffens zwischen Gaius Caesar und dem parthischen König Phraates V. am Euphrat. Velleius Paterculus wurde zum  Reiterpräfekt ernannt und diente als Legatus acht Jahre lang in Germanien und Pannonien unter Tiberius. Von 4 bis 5 n. Chr. begleitete er Tiberius auf dessen Feldzügen im Rahmen des immensum bellum in den Norden und Nordosten Germaniens. 4 n. Chr. hatte Tiberius an der Quelle des Flusses Lippe als erster ein Winterlager in Germanien aufgeschlagen (wahrscheinlich im Römerlager Anreppen) und zog dann im Winter nach Rom. 5 n. Chr. führte Tiberius nach erfolgreichen Feldzügen in Germanien die Legionen ins Winterlager zurück und zog dann wieder über Winter nach Rom. 6 n. Chr. erhielt Sentius Saturninus den Auftrag, mit seinen Legionen vom Winterlager an der Lippe durch das Gebiet der Chatten nach Boiohaemum zu marschieren – die Gegend, die Marbod bewohnte. Dabei sollte er eine Bresche durch die undurchdringlichen Herkynischen Wälder schlagen. Dieser Feldzug wurde fünf Tagesmärsche vor Erreichen der Vorhut der Markomannen abgebrochen. Er nahm dann an der Niederschlagung des Pannonischen Aufstandes teil. Er blieb bis 9 n. Chr. vorwiegend in Pannonien und begleitete von 9 bis 11 n. Chr. Tiberius wieder auf dessen Germanienfeldzügen.
Für seine Dienste wurde er im Jahr 6 Quästor und im Jahr 15, zusammen mit seinem Bruder, Prätor. Er lebte noch im Jahr 30, was sich daraus ableiten lässt, dass sein Werk viele Hinweise auf das Konsulat des Marcus Vinicius in diesem Jahr enthält. Er preist zudem den mächtigen Prätorianerpräfekten Sejan, der 31 hingerichtet wurde; das Werk muss also 30/31 n. Chr. entstanden sein.

## Werk

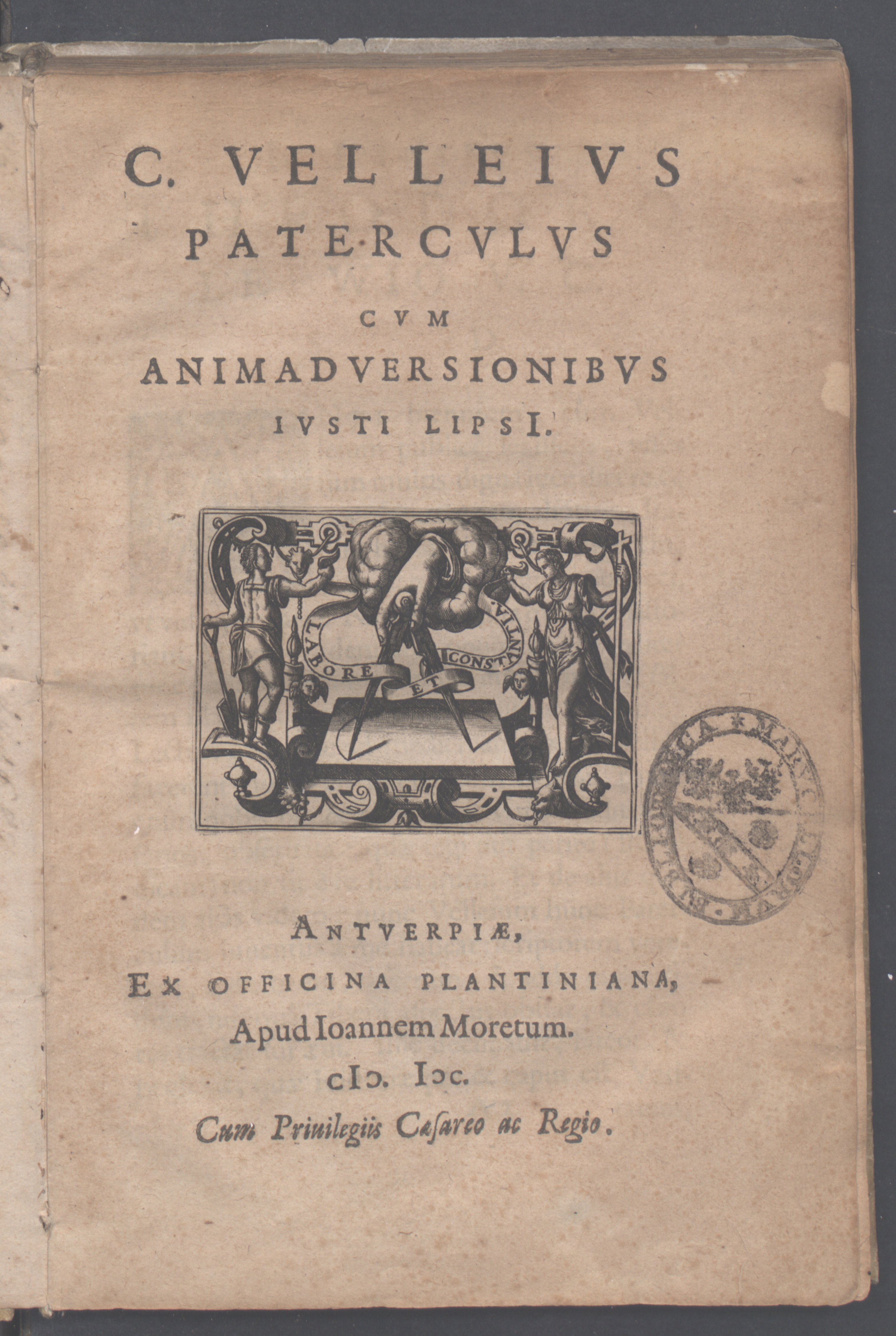
Historia romana, Druck, 1600

Das als Historia Romana („Römische Geschichte“) bezeichnete Werk, dessen Originaltitel nicht überliefert ist, besteht aus zwei Büchern, die Vinicius gewidmet sind. Es deckt die Zeit vom Ende des Trojanischen Kriegs bis zum Tod der Livia im Jahr 29 ab und stellt im Prinzip einen weltgeschichtlichen Abriss aus römischer Perspektive dar. Vom ersten Buch, das bis zur Zerstörung Karthagos 146 v. Chr. reicht, sind große Teile einschließlich des Anfangs verloren. Die spätere Geschichte, besonders die Zeit von Caesars Tod (44 v. Chr.) bis zum Tod des Augustus (14) wird weitaus ausführlicher behandelt. Kurze Notizen sind der griechischen und römischen Literatur gewidmet, in der jedoch Plautus, Horaz und Properz nicht erwähnt werden. Seine Chronologie ist nicht konsistent. Caesar, Augustus und Tiberius nehmen den größten Teil der Historia ein. Das Werk ist das einzige (wenngleich mit Lücken) erhaltene Beispiel für die römische Geschichtsschreibung in der Zeit zwischen Livius und Tacitus und ist trotz der panegyrischen Verherrlichung des Tiberius eine wichtige Quelle. Im zweiten Buch wird ein „gewaltiger Krieg“ (immensum bellum) gegen germanische Stämme erwähnt.
Der Stil des Werks zeichnet sich durch Sentenzen, Hyperbeln und Antithesen aus. Die teils pointierte Art weist auf die Silberne Latinität hin, die sich in Seneca und Sueton fortsetzt. Velleius Paterculus beabsichtigte nach seinen eigenen Angaben, eine vollständige Geschichte der späteren Zeit zu schreiben, einschließlich der Bürgerkriege zwischen Caesar und Pompeius und der Kriege des Tiberius. Überliefert ist davon nichts. Wahrscheinlich kam er nicht zur Fortsetzung seines literarischen Werkes, weil dies die politischen Umstände nach 30 n. Chr. nicht mehr zuließen. Seine Hauptquellen waren Catos Origines, die Annalen des Hortensius Hortalus, Pompeius Trogus, Cornelius Nepos und Livius.
Velleius Paterculus war in der Antike und im Mittelalter wenig bekannt. Er scheint von Lucan gelesen und von Sulpicius Severus nachgeahmt worden zu sein. Lucans Scholiasten erwähnen ihn; desgleichen Priscian an einer Stelle. Der Text, der nur in einem verstümmelten Manuskript erhalten blieb, war sehr schlecht lesbar; das Dokument wurde von Beatus Rhenanus 1515 in der Fürstabtei Murbach im Elsass entdeckt.

## Überlieferung
Der Text war nur auf der 1515 entdeckten Handschrift aus dem 8. Jahrhundert überliefert, die heute verloren ist. Es existiert jedoch eine Abschrift davon von der Hand des Bonifacius Amerbach in der Universitätsbibliothek Basel.
Die editio princeps erschien 1520 in Basel bei Johann Froben, herausgegeben von Beatus Rhenanus. Frühe Ausgaben gibt es von Justus Lipsius, Jan Gruter, Nikolaes Heinsius dem Älteren und Pieter Burman dem Älteren.

## Aktuelle Ausgaben
- W. S. Watt (Hrsg.): Vellei Paterculi Historiarum ad M. Vinicium consulem libri duo. 1988; verbesserter Nachdruck Teubner, Stuttgart 1998, ISBN 3-8154-1873-9.
- Velleius Paterculus, Ad M. Vinicium Consulem libri duo. herausgegeben und kommentiert von Maria Elefante (= Bibliotheca Weidmanniana. Band 3). Olms, Hildesheim/Zürich/New York 1997, ISBN 3-487-10257-9 (zu dieser Ausgabe vgl. Ulrich Schmitzer, in: Gymnasium. Band 105, 1998, S. 368–370 und Robin Seager, in: Journal of Roman Studies. Band 88, 1998, S. 197 f.).
- Velleio Patercolo, I due libri al console Marco Vinicio. Introd., testo e trad. a cura di Maria Elefante (= Studi latini. Band 35). Neapel 1999, Nachdruck 2000.
- Marion Giebel (Übers. und Hrsg.): Historia Romana. Römische Geschichte. Lateinisch/deutsch. Reclam, Stuttgart 1989; bibliographisch ergänzte Ausgabe 1998, ISBN 3-15-008566-7.

## Kommentare
Kommentierende Anmerkungen enthalten die Ausgaben:
- Velleius Paterculus, Ad M. Vinicium Consulem libri duo. Herausgegeben und kommentiert von Maria Elefante (Bibliotheca Weidmanniana). Olms, Hildesheim/Zürich/New York 1997, ISBN 3-487-10257-9 (Kommentar auf Italienisch).
- Velleius Paterculus, Histoire Romaine. Tome I: livre 1, ed. et trad. Joseph Hellegouarc’h (Edition Budé). Paris 1982, ISBN 2-251-01298-2.
- Velleius Paterculus, Histoire Romaine. Tome II: livre 2, texte établi et trad. par Joseph Hellegouarc’h (Edition Budé). Paris 1982, ISBN 2-251-01298-2.

Kommentar von Buch 2:
- Velleius Paterculus, The Caesarian and Augustan Narrative (2.41—93). Ed. with a Commentary by Antony J. Woodman (CCTC 25). Cambridge 1983, ISBN 0-521-25639-9.
- Velleius Paterculus, The Tiberian Narrative (2.94—131). Ed. with a Commentary by Antony J. Woodman (CCTC 19). Cambridge 1977, ISBN 0-521-21397-5.